# Netelia scissulata
Netelia scissulata är en stekelart som först beskrevs av Günther Enderlein 1912.  Netelia scissulata ingår i släktet Netelia och familjen brokparasitsteklar. Inga underarter finns listade i Catalogue of Life.